# Drosophila subarctica
Drosophila subarctica är en tvåvinge som beskrevs av 1969 av Walter Hackmann. Arten är känd från norra Finland, Sverige och Norge, och placeras i släktet Drosophila inom familjen daggflugor. Dess närmast släkting är Drosophila vireni.